# واردار مقدونیه

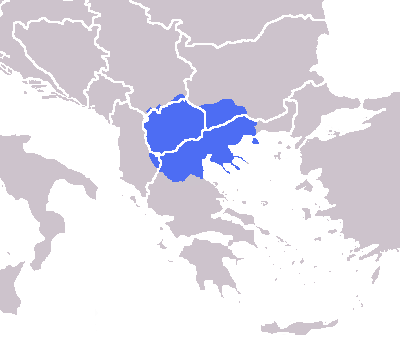
نقشهٔ واردار مقدونیه

واردار مقدونیه که با نامهای مقدونیهٔ یوگسلاو یا مقدونیهٔ بزرگ نیز شناخته می‌شود، نام ناحیه‌ای بود که در دوران پادشاهی صربستان و پادشاهی یوگسلاوی به‌کار برده می‌شد. این سرزمین امروزه شامل کشور مقدونیه شمالی، بخش بزرگی از شمال کشور یونان، بخش قابل توجهی از جنوب غربی کشور بلغارستان، و نواحی کوچکی از آلبانی و صربستان کنونی است.
واردار نام معروفترین رود این ناحیه است و نام این سرزمین را از روی آن رود و محدودهٔ مقدونیه برداشتند. سپس نام آن را صربستان جنوبی نامیدند. این نام هم برای این بخش باقی نماند و نام دیگری با عنوان واردار بانو وینا برای آن انتخاب کردند که هرکدام با اندکی تفاوت از دیگری معرفی شدند. امروزه این ناحیه متشکل از بخشهایی از ۵ کشور است.

## نگارخانه

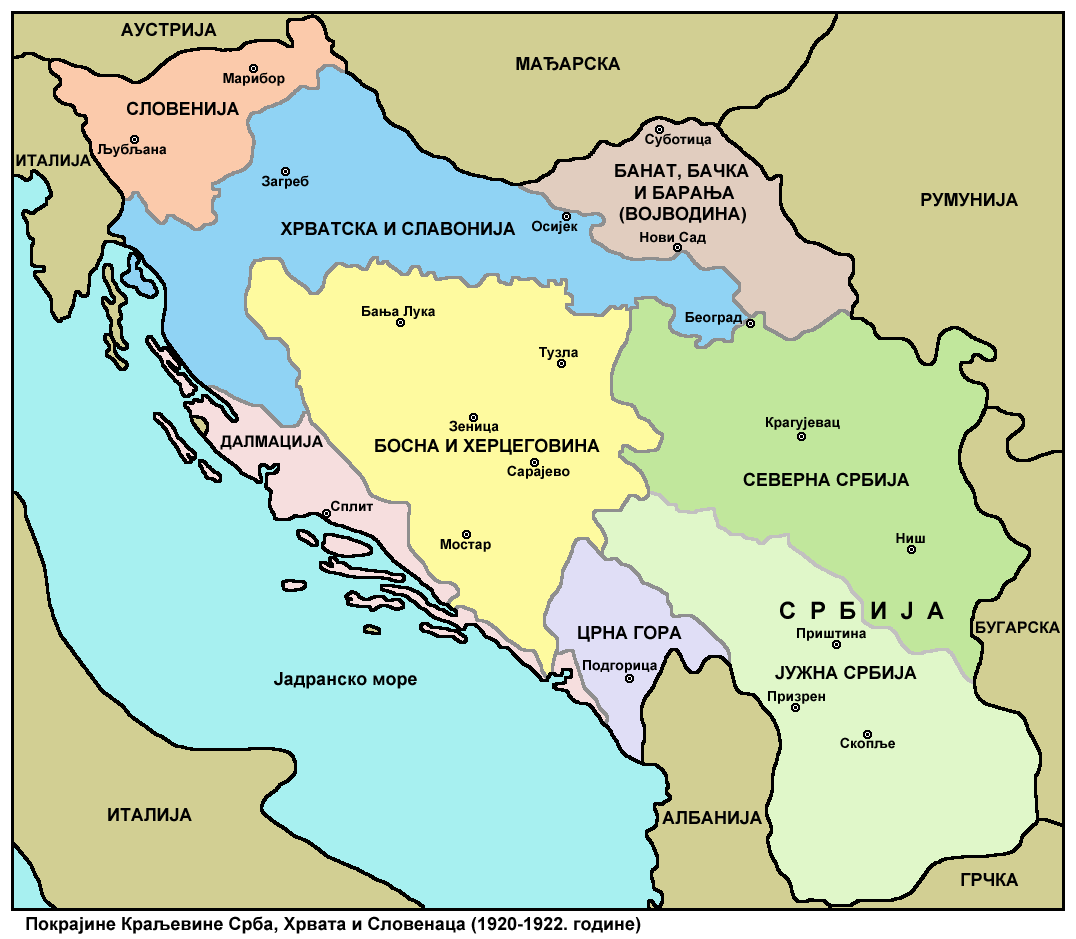
ناحیه موسوم به صربستان جنوبی از سال ۱۹۱۹ تا ۱۹۲۹ میلادی (سبز کمرنگ)